# Princess♡Limited
『Princess♡Limited』（プリンセス・リミテッド）は、田村ゆかりの2作目のミニアルバム。Cana ariaへ移籍後初のリリースとなる。

## 概要
田村ゆかりの2作目のミニアルバム。当初10月25日に発売予定だったが制作上の都合により変更された。また、「Hello Again」がアニソン専門定額聴き放題サービス「ANiUTa（アニュータ）」で6月25日から独占先行配信された。

## 収録曲
CD
1. 14秒後にKISSして♡
作詞・作曲・編曲：清竜人
テレビ東京系「勇者ああああ～ゲーム知識ゼロでもなんとなく見られるゲーム番組～」（11月・12月度）エンディング[6]。
2. ガラスの靴にMoonglow
作詞：松井五郎、作曲・編曲：木村有希
3. 砂のオベリスク
作詞：松井五郎、作曲・編曲：佐々木裕
4. Le paradis（ル・パラディ）
作詞：松井五郎、作曲・編曲：YASUSHI WATANABE
5. 囀りのない部屋
作詞：松井五郎、作曲・編曲：木村有希
6. Lost Sequence
作詞：松井五郎、作曲・編曲：佐々木裕
文化放送「田村ゆかりの乙女心♡症候群」エンディング[7]。
7. ゆかりはゆかり♡
作詞・作曲・編曲：清竜人
8. Hello Again
作詞：松井五郎、作曲・編曲：板垣祐介
文化放送「田村ゆかりの乙女心♡症候群」オープニング[7]。

DVD
1. 14秒後にKISSして♡ Music Clip[8]
2. Music Clipメイキング映像